# Jørgen Seefeld
 Jørgen Seefeld (født på Refnæs hovedgård, 7. marts 1594, død i København, 28. februar 1662, var sekretær i Det danske kancelli, landsdommer og rigsråd. Han var blandt hovedkræfterne bag Corfitz Ulfeldts fald i 1652. Seefeld var passioneret bogsamler og havde angiveligt over 26.000 bind i sit bibliotek på Ringsted Kloster.
Hans forældre var Christoffer Lauridsen Seefeld (1543–1612) og Else Nielsdatter Benderup til Kvottrup (1556-1641. Efter skoletiden i Viborg skole, studerede han fra 1610 til 1613 i Leipzig og 1613–15 i Wittenberg hvorefter han besøgte Strasbourg, Frankrig, England og Holland fra 1615 til 1618. Fra 1622 til 1627 var han sekretær i Det danske kancelli. 1627 var i tjeneste ved Christian IVs hær i Tyskland og var derefter fra 1627 til 1629 krigskommissær på Samsø. Fra 1630 til sin død i 1662 var han landsdommer i Sjælland med Ringsted Kloster som embedslen. 1640 blev han medlem af rigsrådet. Han var ugift.

## Seefelds bogsamling
I hans store bogsamling var alle videnskaber og sjældne bøger og håndskrifter repræsenteret, deriblandt over 200 forskellige bibeludgaver, håndskrifter til dansk historie, islandske og norske oldtidsskrifter. En af hans bibliotekarer som var med til at styre den store samling var digteren Zacharias Lund. Inden- og udenlandske lærde havde adgang til dens benyttelse. Desværre blev det meste af bogsamlingen, før Freden i Roskilde i 1658 bortført af landsforræderen Corfitz Ulfeldt, og derefter konfiskeret af svenskerne og ført til Stockholm, hvor det meste af samlingen sandsynligvis brændte ved slotsbranden 1697. Enkelte håndskrifter fra samlingen er stadig i svensk eje, bl.a. en del islandske og oldnorske og håndskrifter af danske landskabslove. I Det kgl. bibliotek i Kbh. findes nogle samlinger af afskrifter af stadsretter, privilegier og andre aktstykker, en skildring på dansk af Frederik II's historie, nogle optegnelser til Christian IV's og Frederik III's historie med mere som stammer fra Seefeld.